# Shivapona shivai
Shivapona shivai är en insektsart som beskrevs av Ghauri och Chandrasekhara A. Viraktamath 1987. Shivapona shivai ingår i släktet Shivapona och familjen dvärgstritar. Inga underarter finns listade i Catalogue of Life.